# Eleanor Norcross

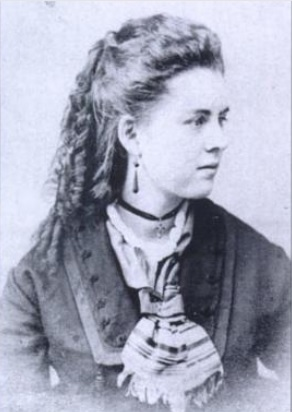
Eleanor Norcross (undatiert)

Eleanor Norcross (* 24. Juni 1854 in Fitchburg als Ella Augusta Norcross; † 18. Oktober 1923 ebenda) war eine US-amerikanische Malerin, die hauptsächlich in Paris wirkte. Testamentarisch stiftete sie in ihrer Geburtsstadt das Fitchburg Art Museum.

## Leben
Eleanor Norcross wurde im Sommer 1854 als Tochter des Anwalts und Politikers Amasa Norcross (1824–1898) und der Schullehrerin Susan Wallis in Fitchburg, Massachusetts, geboren und zunächst auf den Namen Ella Augusta Norcross getauft, wenngleich sie später den Vornamen Eleanor nutzte. Nach dem frühen Tod eines Bruders und ihrer Mutter hielt sie zeitlebens eine enge Verbindung zu ihrem Vater aufrecht, der sie in ihrem Bestreben, Künstlerin zu werden, unterstützte. Eleanor besuchte zunächst eine lokale Schule in Fitchburg, die sie mit 16 Jahren erfolgreich abschloss. Danach studierte sie am Wheaton Female Seminary und an der Massachusetts Normal Art School, bevor sie nach Fitchburg zurückkehrte und dort ein Jahr lang als Schullehrerin arbeitete. Mit 24 Jahren zog sie nach New York City und setzte dort für fünf Jahre ihr Kunststudium bei der Art Students League of New York fort. Auf Anregung ihres dortigen Lehrers und Mentors William Merritt Chase reiste sie anschließend nach Paris, das damals als Kunst- und Kulturhauptstadt der Welt galt. Dort studierte sie von 1883 bis 1885 bei Alfred Stevens. Danach blieb sie in Paris leben, kehrte aber häufig über die Sommermonate nach Fitchburg zurück. Über die belgische Malerin  Alix d'Anethan, eine weitere Schülerin von Alfred Stevens, kam Norcross bald in Kontakt mit Pierre Puvis de Chavannes, der sie persönlich einlud, auf dem Salon der Société nationale des beaux-arts ihre Gemälde zu zeigen. Dies trat sie nach Angabe der Kunsthistorikerin Ann. H. Murray von 1887 bis kurz vor ihrem Tod. Parallel beteiligte sie sich auch an einigen Kunstschauen des Salon d’Automne, ebenso war sie regelmäßig auf Schauen in New York City, Boston und Chicago vertreten.

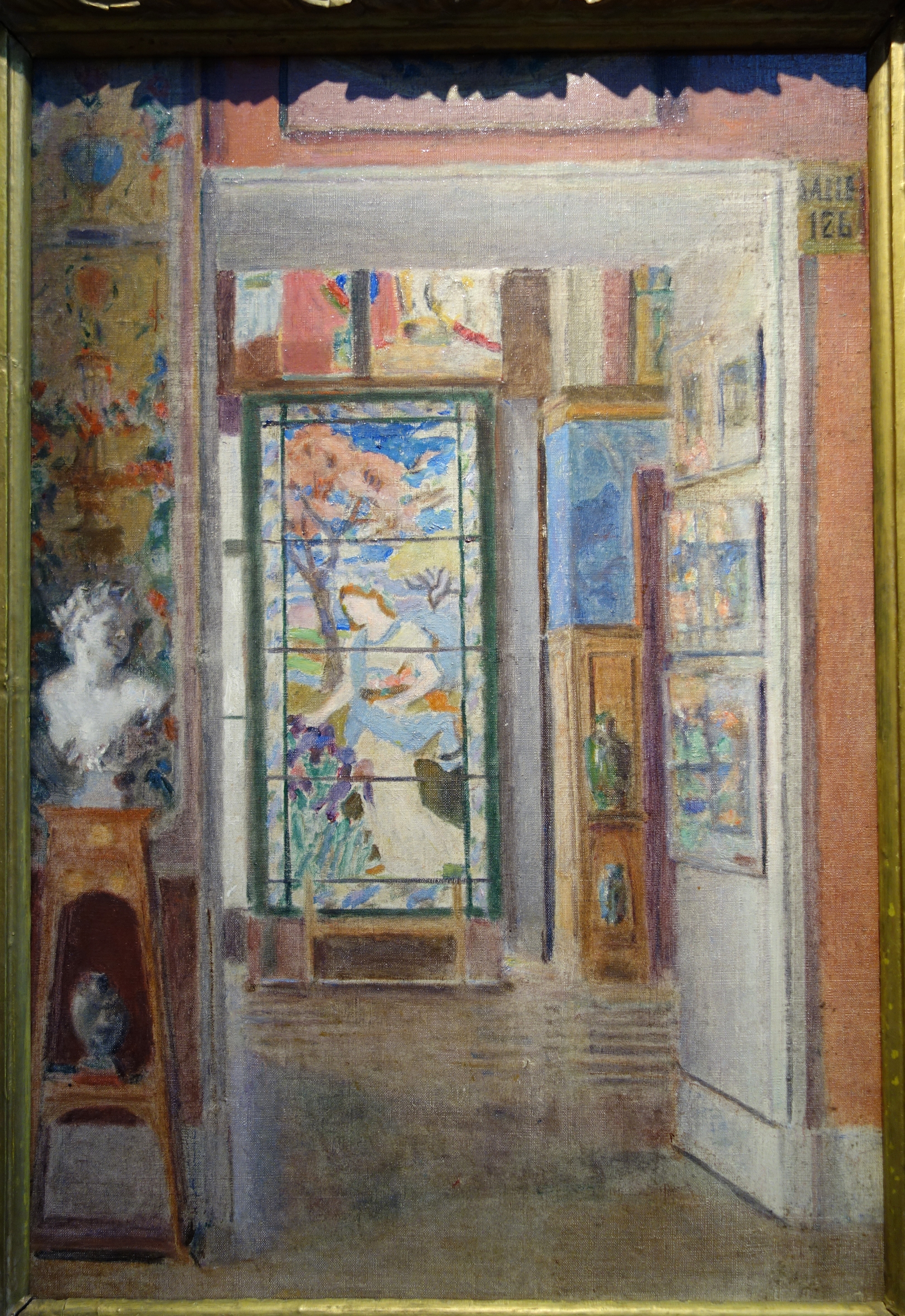
Eleanor Norcross: Arte Moderne (auch Carpeaux Sevres), um 1920

Norcross’ Frühwerk besteht hauptsächlich aus Porträtgemälden und Stillleben. Später konzentrierte sie sich jedoch auf die Interieurmalerei, hauptsächlich von den Kunstgalerien des Louvre mit besonderem Fokus auf das Musée des Arts décoratifs, sowie auf Kopien der Gemälde alter Meister. Dieser Umschwung fußte auf der Intention, den US-Amerikanern im Hinterland von Massachusetts – zum Beispiel also in Fitchburg – Einblicke in die europäische Kunst und Kultur zu geben, entweder durch Kopien bedeutender Gemälde oder durch Gemälde, die andere Gemälde und Kunstwerke des Louvre abbildeten. Darin sah sie die einzige Möglichkeit, den Einwohnern von Fitchburg und ähnlicher Orte solche Einblicke zu vermitteln, denn Reisen nach Paris waren damals für den Großteil der US-Bevölkerung kaum erschwinglich. Für den gleichen Zweck begann sie, eine umfassende Sammlung französischer Kunst anzulegen, für die sie nicht zuletzt extensive Reisen durch die französische Provinz  und Touren durch die Pariser Kunstgalerien unternahm, um so Objekte zu erwerben und einen Überblick über die französische Kunst zu erhalten. Stilistisch sind viele ihrer Pariser Gemälde vom Impressionismus beeinflusst, ohne diesen aber vollständig zu übernehmen; der Einfluss ihrer Lehrer Chase und Stevens bleibt bestehen. Kompositorisch wählte sie oftmals einen unüblichen Weg und stellte selten in den Mittelpunkt, was eigentlich das Hauptobjekt des Gemäldes war.
Norcross’ Vision war es, ihre Kunstsammlung in einem eigenen Kunstzentrum in Fitchburg auszustellen. Als Norcross im Oktober 1923 in Fitchburg verstarb, vermachte sie ihre Kunstsammlung zusammen mit entsprechenden Geldern an ein zu gründendes Kunstmuseum in Fitchburg. Testamentarisch legte sie den Großteil der praktischen Ausgestaltung des Museums in die Hände von Frauen: Sie ernannte ihre Freundinnen Sophia Lord Pitman und Frances Vose Emerson als Verwalterinnen, die wiederum das rein von Frauen geführte Architekturbüro Howe, Manning and Almy um Lois Howe mit der architektonischen Gestaltung des Museumsgebäudes beauftragten. Daraus ging 1929 das Fitchburg Art Center hervor, das heute als Fitchburg Art Museum firmiert. Die Sammlung des Museums geht mittlerweile wesentlich über Norcross’ Sammlung und Werke hinaus und umfasst eine Sammlung illustrierter Bücher und Kunstwerke aus aller Welt. Ein Schwerpunkt liegt auf neuzeitlichen Kunstwerken aus Europa und den USA. Nach Norcross’ Tod wurde ihr 1924 zunächst mit einer großen Gedenkausstellung im Musée des Arts décoratifs im Louvre gedacht. Im gleichen Jahr wurde sie als erste Amerikanerin mit einer Retrospektive auf dem Salon d’Automne geehrt. Eine dritte große Retrospektive fand 1925 im Museum of Fine Arts, Boston statt. Norcross’ Nachlass ist heute im Besitz ihrer Alma Mater, des Wheaton Colleges.